# Военное строительство Беларуси
Военное строительство Беларуси — составная часть военной политики Республики Беларусь, которая заключается в формировании и реформировании вооружённых сил. Включает экономические, социально-политические, военные и другие мероприятия по совершенствованию военной организации.

## История развития
В начале 1990-х годов перед Беларусью встали задачи создания собственных Вооружённых Сил. Их строительство фактически началось с упразднения 20 марта 1992 года Белорусского военного округа. Однако первоначальные мероприятия по преобразованию советских частей в белорусскую армию в основном были сведены к сокращению группировки войск.
После прихода правительства Александра Лукашенко военное строительство перешло на новый уровень. Началось существенное реформирование армии. 1 ноября 1994 года Министерство обороны Республики Беларусь было переведено на новый штат. Советом Безопасности 27 марта 1995 года была утверждена первая Концепция национальной безопасности. Военнослужащих освободили от исполнения несвойственных им задач. В 1996 году был разработан План реализации Концепции военной реформы в Республике Беларусь до 2000 года. В результате создана эффективная система государственного управления, сохранены и укреплены структуры обеспечения национальной безопасности и обороноспособности.
В 2001 году первый этап реформирования окончился. В это время были утверждены Концепция строительства Вооружённых Сил до 2010 года, Программа завершения реформирования на 2001–2005 годы, план их строительства до 2006 года. В 2007–2011 годах основные усилия были направлены на внедрение в армию инновационных достижений, недопущение перерастания военной опасности в военную угрозу.
В 2010-х годах, на фоне событий в соседней Украине, деятельности стран НАТО и началом Новой Холодной войны, в Республике Беларусь остро стал вопрос поддержания обороноспособности армии. Приоритетными направлениями стали: оптимизация боевого состава и численности войск; избирательное перевооружение на современные образцы (в том числе отечественного производства) вооружения и техники; сохранение кадрового потенциала и повышение уровня укомплектованности. В ходе оптимизации приоритет ВС был отдан совершенствованию организационно-штатных структур.
В 2015 году были конкретизированы основные направления военного строительства в современных условиях. Приоритетной задачей стало максимально адаптировать армию к реагированию на возможные вызовы и угрозы. Пристальное внимание уделялось увеличению боевого состава сил постоянной готовности, развитию мобильного компонента. В декабре 2019 года были утверждены План обороны на очередное пятилетие и Концепция строительства и развития армии до 2030 года. В них сделан акцент на предотвращении развязывания агрессии и стратегическом сдерживании.
На дальнейшее военное строительство повлияли события августа 2020 года и российско-украинская война. В 2021 – начале 2023 был сделан упор на постоянный мониторинг международной военно-политической и стратегической ситуации, совершенствование законодательства по вопросам защиты суверенитета и конституционного строя, поддержание требуемого уровня боевой и мобилизационной готовности, укрепление идей патриотизма и готовности к защите государства, усиление системы коллективной безопасности в ОДКБ. В стране развёрнуты российские части региональной группировки войск. Усилена охрана границы с Украиной.